# Robert Dill-Bundi
Robert Dill-Bundi (* 18. November 1958 in Chippis; † 16. September 2024) war ein Schweizer Radsportler, der hauptsächlich im Bahnradsport erfolgreich war. Er war je einmal Olympiasieger in der Einerverfolgung und Weltmeister im Keirin. Er war der bisher einzige Schweizer Bahnradsportler, der Olympiasieger wurde.

## Biografie
International machte Dill-Bundi erstmals 1975 auf sich aufmerksam, als er bei den zum ersten Mal ausgetragenen UCI-Bahn-Weltmeisterschaften der Junioren in Lausanne Juniorenweltmeister in der Einerverfolgung wurde. Diesen Erfolg wiederholte er im darauf folgenden Jahr. In der Mannschaftsverfolgung gewann er bei den Weltmeisterschaften 1977 und 1978 je eine Bronzemedaille. Seinen grössten Erfolg feierte er bei den Olympischen Sommerspielen 1980 in Moskau mit dem Sieg in der Einerverfolgung. Für Aufsehen sorgte er insbesondere mit dem weltweit ersten massgeschneiderten Rennanzug in einem Stück und mit einem aerodynamisch geformten Fahrradhelm, den er sich von einem tschechischen Fahrer ausgeliehen hatte. Nach seinem Olympiasieg wurde er zum Schweizer Sportler des Jahres gewählt. Von 1978 bis 1983 gewann er in jedem Jahr die nationale Meisterschaft in der Einerverfolgung. Dazu kamen weitere Titel im 1000-Meter-Zeitfahren 1982 und im Punktefahren 1983. Auch auf der Strasse war er erfolgreich: So gewann er 1979 den nationalen Titel im Mannschaftszeitfahren mit dem VC Binningen.
Nach dem Olympiasieg wechselte Dill-Bundi zu den Profis. Er bestritt weiterhin hauptsächlich Bahnrennen, konnte aber auch als Strassenfahrer einzelne Erfolge feiern. So gewann er eine Etappe des Giro d’Italia 1982 und den Prolog der Tour de Romandie 1983. Bei der Weltmeisterschaft 1983 wurde er Zweiter in der Einerverfolgung, ein Jahr später Weltmeister in der Disziplin Keirin. Seine letzte Medaille gewann er 1987, als er Dritter in der nationalen Meisterschaft im Steherrennen wurde.

## Berufliches und Persönliches
Wegen ausbleibender Erfolge trat er 1988 vom Spitzensport zurück und arbeitete als Repräsentant für verschiedene Sponsoren. Ab 2002 war er für die Öffentlichkeitsarbeit der Radrennhalle am Hauptsitz des Weltradsportverbandes UCI in Aigle zuständig.
2006 wurde bei ihm nach einem epileptischen Anfall ein Hirntumor diagnostiziert. Im Mai 2010 wurde er erfolgreich operiert.
Im Sommer 2013 verursachte er in Aigle mit dem Auto eine Massenkarambolage, bei der sieben Menschen teilweise schwer verletzt wurden. Er soll mit einer Geschwindigkeit von 220 km/h gefahren sein. Dill-Bundi berief sich darauf, bewusstlos geworden zu sein. Mitte Dezember 2015 wurde er wegen fahrlässiger schwerer Körperverletzung und grober Verletzung der Verkehrsregeln zu einer bedingten Geldstrafe verurteilt. Kurz vor dem Verfahren hatte er einen Herzanfall erlitten.
Am 16. September 2024 starb er nach langer Krankheit im Alter von 65 Jahren. Er hatte drei Kinder und lebte zuletzt im Wallis.

## Erfolge
- 1975 und 1976: Juniorenweltmeister Einerverfolgung
- Olympische Spiele 1976: 14. Platz Einerverfolgung
- Bahnrad-WM 1977: Bronzemedaille Mannschaftsverfolgung
- Bahnrad-WM 1978: Bronzemedaille Mannschaftsverfolgung
- Olympische Spiele 1980: Goldmedaille Einerverfolgung, 8. Platz Mannschaftsverfolgung
- Bahnrad-WM 1983: Silbermedaille Einerverfolgung
- Sechstagerennen Zürich: Sieger 1982 (mit Urs Freuler)
- Sieger 20. Etappe Giro d’Italia 1982
- Sieger Prolog Tour de Romandie 1983
- Bahnrad-WM 1984: Goldmedaille Keirin

## Ehrungen
1980 wurde Robert Dill-Bundi zum Schweizer Sportler des Jahres gewählt.